# Eupithecia gueneata
Eupithecia gueneata är en fjärilsart som beskrevs av Pierre Millière 1862. Eupithecia gueneata ingår i släktet Eupithecia och familjen mätare. Inga underarter finns listade i Catalogue of Life.